# Soustava žláz s vnitřní sekrecí

Základní endokrinní žlázy v těle ženy a muže

Soustava žláz s vnitřní sekrecí nebo endokrinní systém (endokrinní = s vnitřním vyměšováním, sekrece = vylučování), je kontrolní systém endokrinních žláz, které vylučují chemické posly zvané hormony, které cirkulují v těle v krevním oběhu na ovlivnění vzdálených orgánů. To nezahrnuje exokrinní žlázy (exokrinní = s vnější sekrecí) jako např. slinné žlázy, potní žlázy a žlázy v gastrointestinálním traktu (gastrointestinální = týkající se žaludku a střeva).
Signální přenos některých hormonů se steroidní strukturou zahrnuje jaderní hormonové receptorové proteiny, které jsou třídou ligandem aktivovaných proteinů, které když jsou navázané na specifické sekvence DNA, slouží jako zapínače/vypínače transkripce v buněčném jádře. Tyto přepínače kontrolují vývoj a diferenciaci kůže, kostí a center chování v mozku, stejně jako kontinuální (spojitou) regulaci reproduktivních tkání.
Nemoci endokrinního systému jsou běžné, např. diabetes mellitus (cukrovka), nemoci štítné žlázy atd. Oblast medicíny zaobírající se poruchami endokrinních žláz je endokrinologie, odvětví interní medicíny.

## Endokrinní systém
Reguluje, řídí a koordinuje spolu činnost organismu s nervovou soustavou. Podílí se na udržení homeostázy, reguluje metabolismus, odezvě organismu na stres a je hlavní regulátorem růstu a reprodukce jedince. Na rozdíl od nervové soustavy, která se uplatňuje zejména při okamžité odezvě na podnět a při chování, se endokrinní systém uplatňuje hlavně při pomalejších regulacích dlouhodobého charakteru. Oba systémy se vzájemně doplňují a velmi těsně spolu kooperují při řízení organismu. Rychlost odezvy na podnět je sice pomalý, ale působí déle. Je dáno způsobem přenosu informace v organismu. Endokrinní systém využívá k přenosu informací chemické sloučeniny – hormony. Řízení systému je označováno jako humorální, protože hlavním transportním médiem hormonů jsou tělní tekutiny (z latinského humor).

## Endokrinní žlázy a vylučované hormony

### U žen i mužů
(od hlavy směrem dolů)
- hypotalamus (bazální část mezimozku)
  - hormon uvolňující tyrotropin (thyrotropin-releasing hormone – TRH)
  - hormon uvolňující gonadotropin (gonadotropin-releasing hormone – GnRH)
  - hormon uvolňující růstový hormon (growth hormone-releasing hormone – GHRH)
  - hormon uvolňující kortikotropin (corticotropin-releasing hormone – CRH)
  - somatostatin
  - dopamin

- hypofýza (podvěsek mozkový)
  - přední lalok (adenohypofýza)
    - růstový hormon (somatotropní hormon, STH, growth hormone)
    - luteotropní hormon (prolaktin, LTH) – laktační hormon podporující tvorbu mléka při kojení
    - adrenokortikotropní hormon (adrenocorticotropic hormone – ACTH)
    - thyreotropní hormon (thyroid-stimulating hormone – TSH)- stimujuje syntézu a uvolňování hormonů štítné žlázy
    - folikuly stimulující hormon (follicle-stimulating hormone – FSH)
    - luteinizační hormon (luteinizing hormone – LH), luteinizace = vývoj žlutého tělíska uvnitř prasklého Graafova folikulu

  - zadní lalok (neurohypofýza)
    - oxytocin
    - antidiuretický hormon (vasopresin, antidiuretic hormone – ADH)

- epifýza (šišinka)
  - melatonin u lidí a ostatních savců ovlivňuje cirkadiánní cykly u obojživelníků podmiňuje změny barev pokožky
  - trofický hormon (glomerulotrofin)

- štítná žláza (podrobněji hormony štítné žlázy)
  - tyroxin (T4)
  - trijodtyronin (T3)
  - kalcitonin – snižuje hladinu vápenatých a fosforečnanových iontů v krvi jejich ukládáním do kostí

- příštitná tělíska
  - parathormon (parathyroid hormone – PTH)

- srdce
  - atriální natriuretický peptid (atrial-natriuretic peptide – ANP)

- žaludek a střeva
  - gastrin
  - sekretin
  - cholecystokinin (CCK)
  - somatostatin
  - neuropeptid Y
  - ghrelin

- játra
  - somatomedin
  - angiotenzinogen
  - trombopoetin

- Langerhansovy ostrůvky v pankreatu (slinivce břišní)
  - inzulin
  - glukagon
  - somatostatin
  - pankreatický polypeptid

- nadledvinové žlázy
  - nadledvinová kůra
    - glukokortikoidy – kortizol
    - mineralokortikoidy – aldosteron
    - androgeny (zahrnujíc testosteron)

  - nadledvinová dřeň
    - adrenalin (epinefrin) – zvyšuje srdeční frekvenci
    - noradrenalin (norepinefrin) – zužuje cévy (zvyšuje krevní tlak)

- ledvina
  - renin
  - erytropoetin (EPO)
  - kalcitriol

- kůže
  - kalciferol (vitamin D3)

- tuková tkáň
  - leptin

### Jen u mužů
- varlata
  - okolí semenných váčků (Leydigovy buňky)
    - androgeny (testosteron)

  - Semenné váčky
    - estrogen

### Jen u žen
- vaječníkový folikul
  - estrogen

- žluté tělísko
  - progesteron

- placenta (v těhotenství)
  - progesteron
  - chorionický gonadotropin (HCG)
  - placentální laktogen (HPL)

## Choroby
Informace čerpány z 

### Cushingův syndrom
Nadprodukce hormonů kůry nadledvin nebo také nadbytek vody, která zůstává v těle. Způsobující „měsícovitý obličej“, otoky, obezitu, vysoký krevní tlak, hrbatá záda a vysoký krevní cukr. Léčí se odstraněním žláz.

### Diabetes mellitus(cukrovka)
Poměrně stálou hladinu glukózy v krvi zajišťuje hormon inzulin. Při cukrovce vylučuje pankreas málo inzulinu nebo vůbec žádný. Hladina glukózy v krvi je pak nebezpečně vysoká a jsou nezbytné pravidelné injekce inzulinu a omezený přísun sacharidů.

### Hypertyreóza
Nadprodukce hormonů štítné žlázy tyroxinu a trijodtyroninu, způsobující zvýšení látkové přeměny, nepravidelnou srdeční akci, nadměrný příjem potravy, zrychlení tepu, neklid, třes , labilitu, nadměrné pocení a hubnutí. Člověk jí, ale netloustne. Je zmírňován léky nebo částečným odstraněním štítné žlázy.

### Hypofyzární gigantismus
Nadprodukce hypofyzárního růstového hormonu somatotropin. Vyvolá nadměrný vzrůst. Obvykle je příčinou nádor hypofýzy, který může být odstraněn.

### Hypofyzární trpaslictví
Nedostatek hypofyzárního růstového hormonu somatotropin Vedoucí k malému vzrůstu. Může být léčeno injekcemi růstového hormonu. V lékařství nazýván lépe jako nanismus.

### Hypotyreóza
Snížená produkce hormonů štítné žlázy tyroxinu a trijodtyroninu, způsobující snížení metabolismu, snížení frekvence dechu a tepu, tloustnutí, zpožděné myšlení a řeč, únavu a ztrátu vlasů. Může být vyvolána nedostatkem jódu v potravě a může být léčena podáváním uměle vyrobených hormonů. Neléčená vede ke kreténismu.